# 千葉県道194号川間停車場線
千葉県道194号川間停車場線（ちばけんどう194ごう かわまていしゃじょうせん）は、千葉県野田市を走る一般県道。

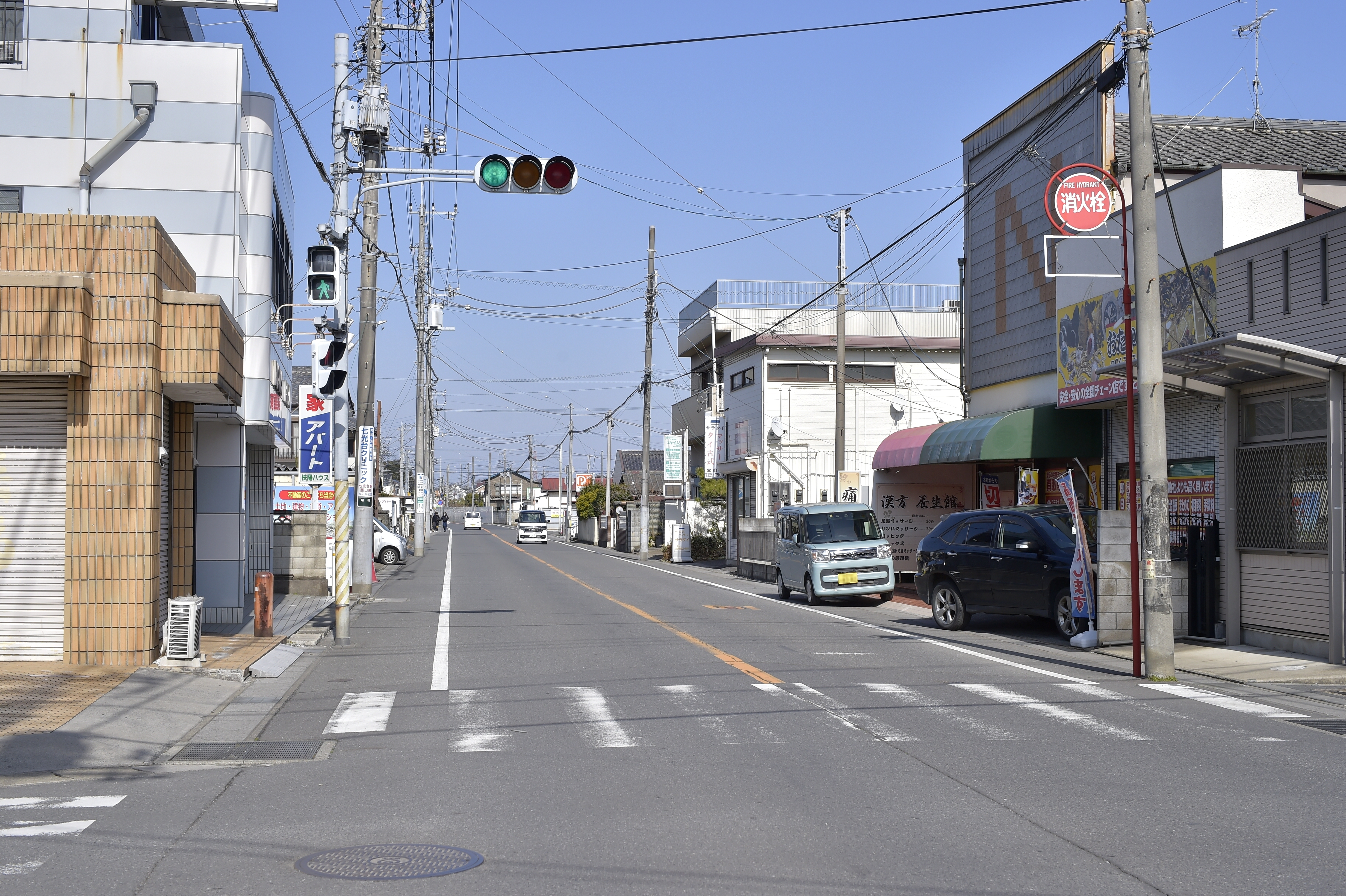
千葉県道194号川間停車場線の起点（野田市尾崎・2023年2月）

## 概要
- 起点：野田市尾崎（東武野田線川間駅）
- 終点：野田市中里（川間駅入口交差点、千葉県道17号結城野田線交点）

## 通過する自治体

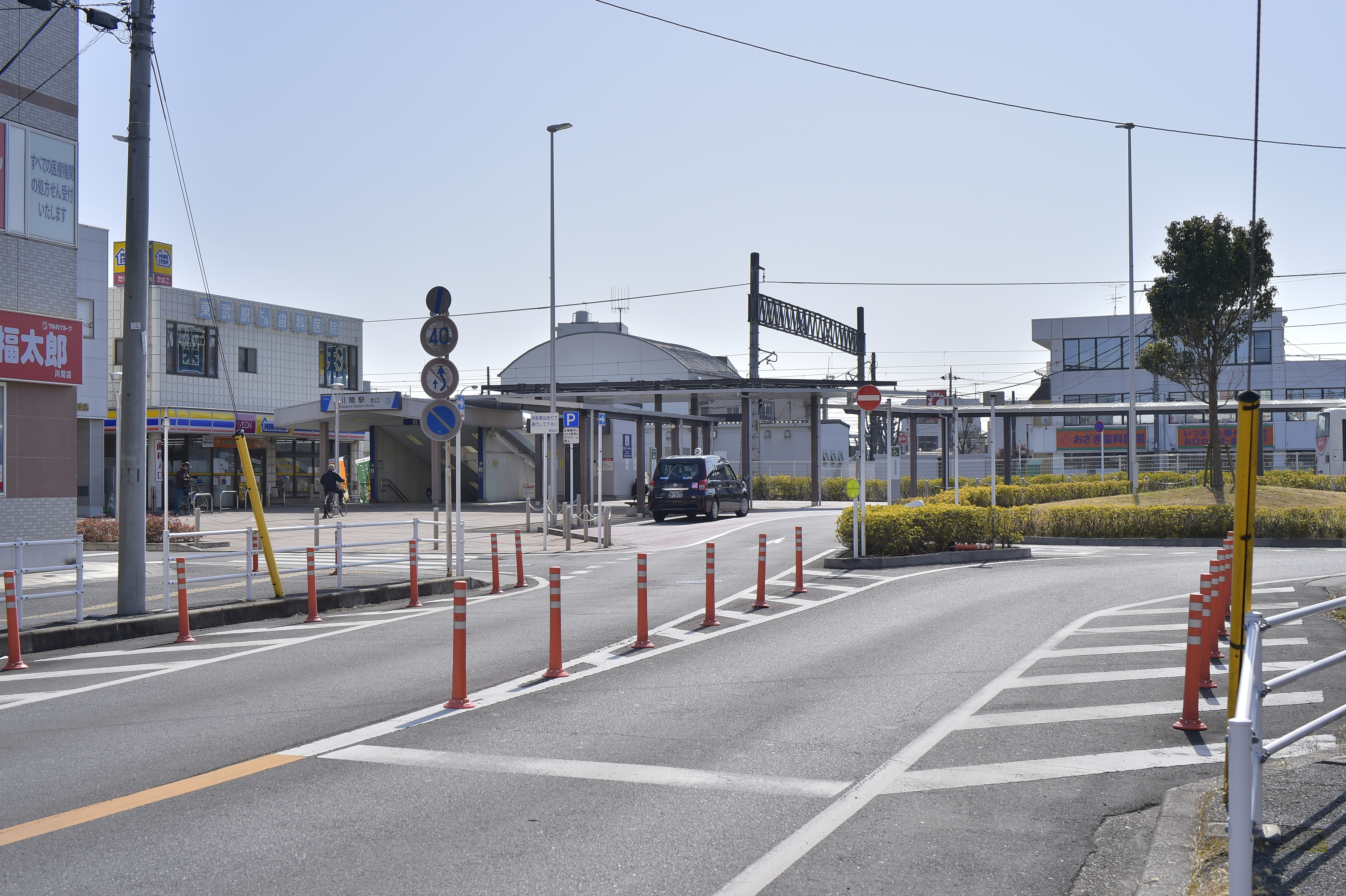
本路線の起点と接する川間駅北口ロータリー前

- 野田市

## 交差・接続する道路
- 千葉県道17号結城野田線 - 野田市中里（川間駅入口交差点）